# Toevallig voorteken
Een toevallig wijzigingsteken, toevallig voorteken, alteratie of accident wordt gebruikt in de muzieknotatie en is een wijzigingsteken met een beperkte geldigheidsduur. Een toevallig voorteken geldt voor de noot die direct op het wijzigingsteken volgt en voor rest van de maat. 
Een mol verlaagt de volgende noten in de maat een kleine secunde (een halve toon) en een kruis verhoogt de volgende noten in de maat met een kleine secunde. Een herstellingsteken () maakt verlagingen en verhogingen ongedaan.

## Voorbeeld
Hiernaast staat een voorbeeld van twee maten muziek. In de voortekening staan twee kruizen, die betekenen dat alle noten op de f- en de c-balk verhoogd worden tot respectievelijk fis en cis. De mol die voor de a in de eerste maat staat, schrijft voor dat alle a's die in die maat volgen verlaagd moeten worden tot een as. Zo moet de zevende noot in de eerste maat ook verlaagd worden, ondanks dat daar geen mol voor staat. De eerste noot van de tweede maat moet wel weer als een a gespeeld worden, omdat de mol alleen in de maat ervoor geldig is. Voor de duidelijkheid kan een herstellingsteken tussen haakjes geplaatst worden om dit te verduidelijken. Een toevallig voorteken geldt overigens niet voor dezelfde noot in een ander octaaf. In andere woorden betekent dit, dat als er een voorteken voor een noot staat die verderop in de maat weer voorkomt, maar een of meerdere octaven hoger of lager, opnieuw een toevallig voorteken genoteerd moet worden. Het toevallig voorteken voor een noot geldt doorgaans slechts in het genoteerde octaaf. Vaak wordt ook een herstellingsteken tussen haakjes geplaatst als geheugensteun voor de uitvoerend musici.

## Soorten toevallige voortekens
De mol en het kruis, die niet bij de voortekening horen zijn de meest veelvoorkomende toevallige voortekens. Er bestaan echter ook dubbelkruizen en dubbelmollen. Deze verhogen of verlagen een willekeurige toon tweemaal. Zo wordt een c een cisis en een b een bisis met een dubbelkruis ervoor. Bij een dubbelmol voor een noot zijn een a naar een asas en een c naar een ceses voorbeelden. Deze voortekens komen nooit voor in de voortekening, maar alleen als toevallig voorteken. Ze komen het meeste voor in toonsoorten met veel tekens bij de voortekening. Zo dient de leidtoon van bijvoorbeeld een stuk in dis-harmonisch mineur als cisis genoteerd te worden. In veel gevallen wordt omwille van de leesbaarheid in een dergelijk geval een andere noot genoteerd, die enharmonisch gelijk is aan de te noteren noot, maar gemakkelijker leesbaar. Zo is een d voor veel uitvoerend musici een veel voorkomende noot en wordt deze in plaats van de cisis genoteerd, omdat dat een ongebruikelijke noot is.
Vooral in niet-westerse muziek komen veel micro-intervallen voor. Deze voortekens verhogen of verlagen een toon met stappen die kleiner zijn dan in de westerse (klassieke) muziek gebruikelijk. De intervallen uit het voorbeeld zijn respectievelijk het voorteken dat de stamtoon met een kwarttoon verhoogt, gevolgd door een voorteken dat de stamtoon met drie kwarttonen verhoogt. Aan de rechterkant staan een voorteken dat de stamtoon met een enkele kwarttoon verlaagt, gevolgd door een voorteken dat de stamtoon met drie kwarttonen verlaagt.

## Akkoorden
Toevallige voortekens of alteraties komen veel voor in de uitbreiding (tensions) van akkoorden. De tonica is dan de basistoon, die wordt uitgebreid met de guide tones van een akkoord. Zij bepalen of een akkoord (en daarmee samenhangend, een toonladder) majeur, mineur, of dominant is. Bijvoorbeeld: C7 (dominant septiem) bestaat uit grondtoon (do - ofwel tonica), mi (grote terts), si♭ (kleine septiem). Als een van deze noten gewijzigd wordt, vormt deze de basis van een ander akkoord, en spreekt men niet over alteraties.
Alteraties komen pas voor bij de uitbreidingen (tensions) van die guide tones. Die uitbreidingen zijn de kwint, de negen, de elf, en de dertien. Deze tensions zijn diatonisch (vb.: Cm7(11), of Gb9, ... ). Als men nu een van deze tensions verlaagt of verhoogt, spreekt men van alteraties (vb. Fm7(b5), of G7(b9), of Eb7(#11), ... ). Alteraties worden meestal tussen haakjes geplaatst.

## Concentrische alteratie
Wanneer een alteratie een leidtoon-werking heeft voor een van de tonen van een drieklank op de tonica spreekt men van een 'concentrische alteratie'. Deze alteraties kunnen zowel binnen een gegeven toonsoort voorkomen, alswel de toonsoort verlaten.
Voorbeeld bij een C-akkoord:
| akkoordtoon                           | natuurlijke leidtonen met oplossing                            | kunstmatige leidtonen met oplossing                                                |
| ------------------------------------- | -------------------------------------------------------------- | ---------------------------------------------------------------------------------- |
| G (de kwint in een C-akkoord)         |                                                                | Fis (verhoogde 4e toon van de ladder) → G As (verlaagde 6e toon van de ladder) → G |
| E (de terts in een majeur C-akkoord)  | F (de 4e toon van de ladder is bovenleidtoon van de terts) → E | Dis (verhoogde 2e toon van de ladder) → E                                          |
| Es (de terts in een mineur C-akkoord) | (D → Es)                                                       | Fes (verlaagde 4e toon van de ladder) → Es                                         |
| C (de grondtoon van het C-akkoord)    | B (de 7e toon van de toonladder, de onderleidtoon) → C         | Des (verlaagde 2e toon van de ladder) → C                                          |

## Excentrische alteratie
Bij een excentrische alteratie wordt een kunstmatige verhoging of verlaging toegepast om te kunnen moduleren naar een nieuw tooncentrum. Een veelvoorkomende toepassing van excentrische alteraties is ook om chromatische modulaties mogelijk te maken, of om snel van de ene in de andere toonsoort te geraken.
- Voorbeeld: modulatie van C naar D: CI - { CVI(gealtereerd)=DV } - DI, of in noten:
1e akkoord: c-e-g = CI (eerste trap in C majeur)
2e akkoord: a-c#-e = CVI (let op de excentrische alteratie van de 'c' naar 'c#': de 'c#' hoort niet in het C-akkoord en wil oplossen naar 'd') = DV (vijfde trap in D majeur, ofwel een wisseldominant)
3e akkoord: d-f#-a = DI (eerste trap in D bereikt, modulatie voltooid)